# 茶地镇
茶地乡是中国福建省龙岩市上杭县下辖的一个乡。

## 位置
茶地乡地处上杭县东南部，东与溪口乡接壤，南与太拔乡、蓝溪镇相接，西与庐丰乡毗邻，北靠白砂镇。全乡总面积85平方公里，其中山林面积9.65万亩，耕地面积1.13万亩，人均山林和耕地面积分别位居全县第二、三名。全乡13个行政村9037人。

## 行政区划
茶地乡共辖13个行政村，分别是：千龙村、久泰村、大燮村、高屋村、官山村、茶地村、调和村、下科村、樟树村、翁基村、竹马村、上连科村、下连科村。

## 自然资源
近年来，茶地乡党委、政府充分利用山多、田多、水利资源丰富的优势，大力发展农村经济，取得了显著成效，植有菌用林1500亩，可为我乡食用菌产业的可持续发展提供坚强的后盾，我乡目前年栽种以香菇、木耳为主的食用菌稳定在100万袋。

### 林业
茶地乡气候温和，雨量充沛，自然资源丰富，山中现存不少樟、酸枣、泡桐、檫等名贵树种，拥有木材积蓄量28万立方米，毛竹60多万株。

### 矿业
地下资源有锰矿、稀土矿、石英石矿等，其中锰矿与石英石矿储量丰富，开发前景看好。

### 水利
水利资源丰富，目前全乡水电装机容量2600千瓦，尚可供开发水电约300千瓦。

## 交通
茶地乡交通便利，距县城38公里，距龙岩63公里，距319国道29公里，距杭永线12公里，全乡11个村通水泥路。通讯便捷，全乡村村通程控电话，装机已达1600余部。

## 民生
人饮工程顺利推进，13个行政村均实现自来水通水。精神文明建设健康发展，涌现了全国五好文明家庭户——温桂金，民间精神文明促进会等全国、全市典型。

## 经济
乡镇企业发展势头良好，全乡现有乡镇和个体私营企业300多家。其中乡办水电站一座，装机1260千瓦，年发电量600万度，年产值80多万元；私营电站4座，装机1340千瓦。